# クロアチアの人口動勢
クロアチアの人口動勢（クロアチアのじんこうどうせい）

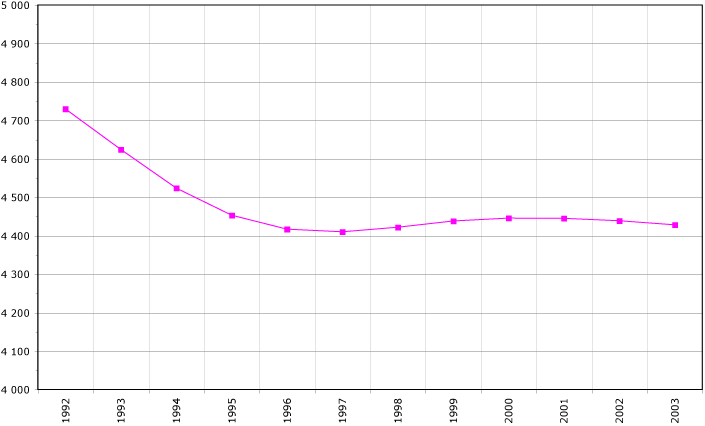
「クロアチアの人口推移」、国際連合食糧農業機関（FAO）に基づく、2005年、数字は千人単位

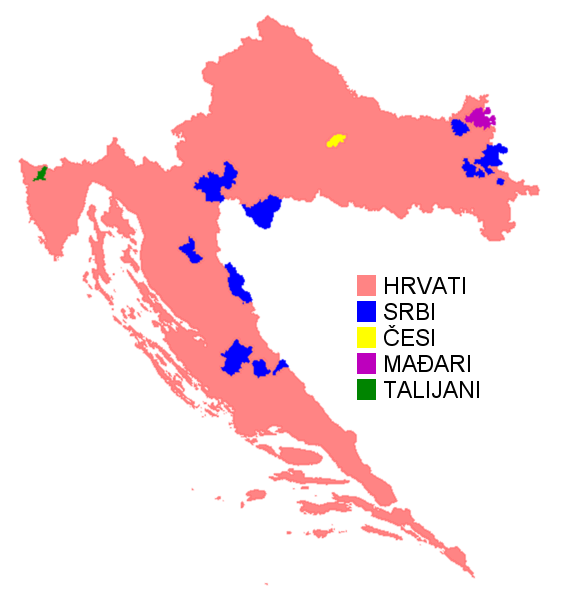
民族集団

## 「CIA World Factbook」による人口動勢

### 人口
449万6000人

### 年齢構造
0～14歳: 16.2%（男 37万3638 / 女 35万4261）
15～64歳: 67.0%（男 149万7958 / 女 151万5314）
65歳以上: 16.8%（男 28万8480 / 女 46万5098）（2006年の推計）

### 中間年齢
全体: 40.3歳
男性: 38.3歳
女性: 42.1歳（2006年の推計）

### 人口増加率
-0.035%（2007、CIA）

### 出生率
人口1000人当たり9.63人（2007年の推計）

### 死亡率
人口1000人当たり11.57人（2007年の推計）

### 純移民率
人口1000人当たり1.58人（2007年の推計）

### 男女比
誕生時: 1.06：1
15歳未満: 1.05：1
15～64歳: 0.99：1
65歳以上: 0.62：1
全体: 0.94：1（2006年の推計）

### 乳児死亡率
全体: 人口1000人当たり6.6人
男性: 人口1000人当たり6.6人
女性: 人口1000人当たり6.6人（2007年の推計）

### 平均寿命
全体: 74.90歳
男性: 71.26歳
女性: 78.75歳（2006年の推計）

### 合計特殊出生率
女性1人当たり1.4人（2006年の推計）
宗教別出生率: ローマ・カトリック 1.63、正教会 1.36、ムスリム 1.75 

### エイズ
成人罹病率: 0.1%未満（2001年の推計）
HIV/AIDS感染生存者: 200人（2001年の推計）
死亡: 10人未満（2001年の推計）

### 英語での呼称
名詞: Croat(s)、Croatian(s)
形容詞: Croatian

### 民族集団
クロアチア人 89.6%、セルビア人 4.5%、ボシュニャク人 0.5%、イタリア人 0.4%、ハンガリー人 0.4%、スロベニア人 0.3%、チェコ人 0.2%、ロマ 0.2%、アルバニア人 0.1%、モンテネグロ人0.1%、その他 4.1%（2001年の国勢調査）

### 宗教
ローマ・カトリック 87.8%、正教会 4.4%、その他クリスチャン 0.4%、ムスリム Muslim 1.3%、その他 0.9%、無宗教 5.2%（2001年の国勢調査）

### 言語
クロアチア語 96.1%、セルビア語 1%、その他 2.9%（イタリア語・ハンガリー語・チェコ語・スロバキア語・ドイツ語を含む）（2001年の国勢調査）

### 識字率
定義: 15歳以上で読み書きできる者
全体: 98.5%
男性: 99.4%
女性: 97.8%（2003年の推計）

## 2001年の国勢調査による民族集団
|              |                | 人口      | 構造 (%) |
| ------------ | -------------- | --------- | -------- |
| 合計         |                | 4,437,460 | 100      |
| クロアチア人 |                | 3,977,171 | 89.63    |
| 少数民族     |                |           |          |
|              | 合計           | 331,383   | 7,47     |
|              | アルバニア人   | 15,082    | 0.34     |
|              | オーストリア人 | 247       | 0.01     |
|              | ボシュニャク人 | 20,755    | 0.47     |
|              | ブルガリア人   | 331       | 0.01     |
|              | チェコ人       | 10,510    | 0.24     |
|              | ドイツ人       | 2,902     | 0.07     |
|              | マジャル人     | 16,595    | 0.37     |
|              | イタリア人     | 19,636    | 0.44     |
|              | ユダヤ人       | 576       | 0.01     |
|              | マケドニア人   | 4.270     | 0.10     |
|              | モンテネグロ人 | 4,926     | 0.11     |
|              | ポーランド人   | 567       | 0.01     |
|              | ロマ           | 9,463     | 0.21     |
|              | ルーマニア人   | 475       | 0.01     |
|              | ロシア人       | 906       | 0.02     |
|              | ルシン人       | 2,337     | 0.05     |
|              | セルビア人     | 201,631   | 4.54     |
|              | スロバキア人   | 4,712     | 0.11     |
|              | スロベニア人   | 13,173    | 0.30     |
|              | トルコ人       | 300       | 0.01     |
|              | ウクライナ人   | 1,977     | 0.04     |
|              | ヴラフ人       | 12        | 0.00     |
| その他1      |                | 21,801    | 0.49     |
| 民族未確定者 |                |           |          |
|              | 合計           | 89,130    | 2.01     |
|              | 地域共同体     | 9,302     | 0.21     |
| 不明         |                | 17,975    | 0.41     |

1「その他」には、民族としてユーゴスラビア人（176人）やムスリム人（1万9677人）などを自負している者が含まれる。

## 参照
1. ↑   Fertility and religiousness among European Muslims

- Croatian Bureau of Statistics, Census 2001 （英語） （クロアチア語）